# Thomas Mavros
Thomas Mavros (griechisch Θωμάς Μαύρος; * 31. März 1954 in Athen) ist ein ehemaliger griechischer Fußballspieler.

## Karriere
Mavros begann seine Karriere bei Panionios Athen 1970. 1976 wechselte er ohne Zustimmung von Panionios zu AEK Athen. Bei AEK wurde er zweimal griechischer Meister und gewann zweimal den griechischen Pokal. 1987 kehrte er zu Panionios zurück und beendete seine Karriere 1991. Bei AEK wurde er dreimal Torschützenkönig der griechischen Liga, bei Panionios 1990 noch einmal. 1979 gewann er sogar den Silbernen Schuh in Europa. Er ist der beste Torschütze der griechischen Liga aller Zeiten.
International spielte er 36 Mal für sein Heimatland Griechenland und erzielte dabei elf Tore. Er nahm an der Fußball-Europameisterschaft 1980 in Italien teil. Er wurde bei allen drei Spielen eingesetzt.

## Erfolge
- Griechischer Meister: 1978, 1979
- Griechischer Pokalsieger: 1978, 1983
- Torschützenkönig in Griechenland: 1978, 1979, 1985, 1990
- Silberner Schuh in Europa: 1979

| Personendaten    | Personendaten               |
| ---------------- | --------------------------- |
| NAME             | Mavros, Thomas              |
| ALTERNATIVNAMEN  | Μαύρος, Θωμάς (griechisch)  |
| KURZBESCHREIBUNG | griechischer Fußballspieler |
| GEBURTSDATUM     | 31. März 1954               |
| GEBURTSORT       | Athen, Griechenland         |